# Mecamor
Mecamor – miasto w Armenii, w prowincji Armawir. Według danych na rok 2022 liczy ok. 8400 mieszkańców.
W okolicy miasta znajduje się elektrownia atomowa, wybudowana w 1980 roku na terenie ówczesnej republiki radzieckiej. W 1988 teren, na którym znajduje się elektrownia nawiedziło trzęsienie ziemi o sile 6,9 st. Jego epicentrum znajdowało się zaledwie w odległości 75 kilometrów od elektrowni. Władze ZSRR postanowiły zamknąć elektrownię, ale po siedmiu latach wznowiono jej działalność na skutek utraty źródeł energii w Turcji i Azerbejdżanie po konflikcie z Azerbejdżanem o Górski Karabach w latach 1988-94. Elektrownia w Mecamorze uważana jest za jedną z najbardziej niebezpiecznych nadal funkcjonujących elektrowni jądrowych na obszarze byłego ZSRR. Ma zostać całkowicie wycofana z użytku w 2017 roku. Jednakże elektrownia dostarcza ok. 40% energii Armenii, władze rozważają budowę nowej elektrowni atomowej w tym rejonie.